# Nassiet
Nassiet é uma comuna francesa na região administrativa da Nova Aquitânia, no departamento Landes. Estende-se por uma área de 11,91 km². Em 2010 a comuna tinha 348 habitantes (densidade: 29,2 hab./km²).